# Dracaena trifasciata

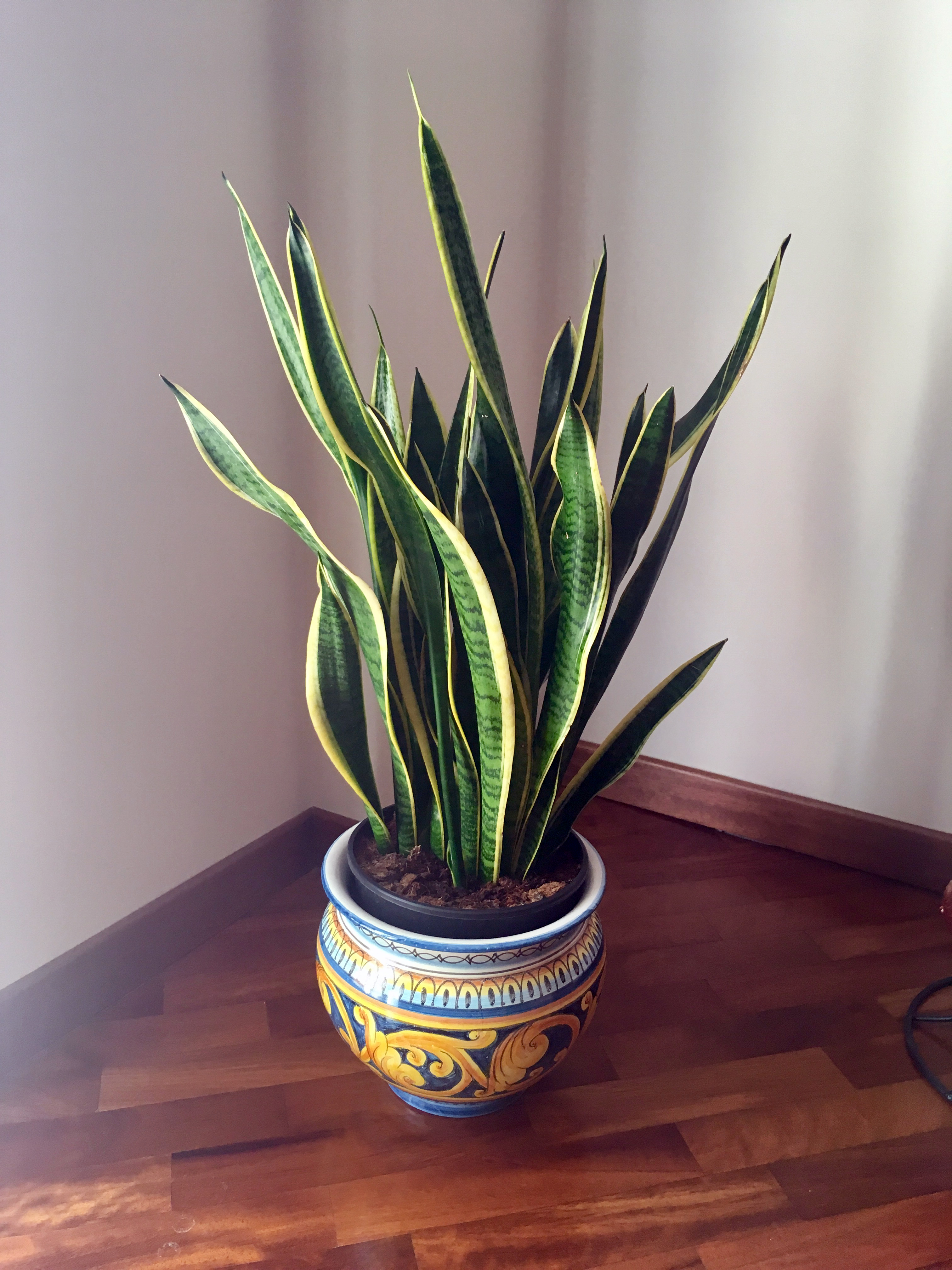

Dracaena trifasciata (Prain) Mabb., 2017 (sin. Sansevieria trifasciata), nome comune sanseveria, anche nota come "lingua di suocera" (come anche altre succulente) o "spada di san Giorgio" (in riferimento alla legenda dell'uccisione del drago), è una pianta succulenta della famiglia delle Asparagacee, originaria dell'est dell'Africa tropicale, fino alla Nigeria e ad est della Repubblica Democratica del Congo.

## Descrizione
Le foglie sono erette, lineari-lanceolate, rigide, possono raggiungere una lunghezza di 140 cm e una larghezza di 10 cm e hanno una colorazione verde scuro con linee trasversali più chiare e i margini gialli o verdi. L'infiorescenza è una spiga occasionalmente ramificata, raggiunge una lunghezza di 50–80 cm, i singoli fiori sono di color bianco crema, e il frutto è una bacca color arancio, con seme singolo.

## Usi
Viene utilizzata come pianta ornamentale in vaso su terrazzo o in appartamento dato che è facile da coltivare e richiede poca manutenzione.

## Purificazione dell'Aria
La sanseveria è spesso citata per le sue presunte proprietà depurative dell’aria. Studi condotti dalla NASA negli anni ’80 hanno mostrato che, in condizioni di laboratorio chiuso e controllato, la pianta può rimuovere piccole quantità di composti organici volatili (VOC) come formaldeide (≈31 mg), benzene (≈29 mg) e tricloroetilene (≈27 mg) nell’arco di 24 ore. Tuttavia, secondo analisi più recenti, in ambienti domestici reali l’efficacia è trascurabile: si stima che servirebbero centinaia di piante per eguagliare il ricambio d’aria garantito da una semplice ventilazione. Inoltre, pur essendo una pianta a metabolismo CAM — capace di assorbire CO₂ durante la notte e produrre ossigeno di giorno — un singolo esemplare rilascia circa 2 grammi di ossigeno al giorno, contro i circa 540 grammi necessari quotidianamente a una persona. Rimane comunque molto apprezzata per la sua rusticità, la tolleranza a condizioni di scarsa luce e l’aspetto decorativo.